# Miquel Ferrà
Miquel Ferrà i Martorell (Sóller, Mallorca, Islas Baleares, 1940) es un escritor español en lengua catalana de ideología pancatalanista.
Se inició ejerciendo como periodista en el diario El amigo del pueblo, de inspiración cristiana. Hoy continúa colaborando con publicaciones periódicas como Última Hora, Sóller, El Mirall, El Temps, Cultura, Diari de Balears y Entorn. Después ha trabajado sobre todo en el campo de la enseñanza.
Respecto a la literatura, muestra gran predilección por la novela histórica, entendida como una forma de conocer de manera amena el pasado. Su obra, premiada en algunos de los grandes premios de la literatura catalana, ha sido traducida al español, el portugués, el holandés y el alemán.

## Obra

### Narrativa breve
- 1982 Catalan Western
- 1984 Contes del Call
- 1988 Contes tàrtars de Mallorca
- 1993 Cap de turc
- 1993 Contes àrabs de Medina Mayurka
- 1995 Llegendes i tradicions de les Balears
- 2004 Faula del Mare Nostrum

### Novela
- 1972 La universitat
- 1975 El fabulós viatge del Minerva
- 1983 Memòries secretes de Cristòfor Colom
- 1984 No passaran!
- 1984 El xueta
- 1985 El misteri del cant Z-506
- 1987 La guerra secreta de Ramón Mercader
- 1988 Crònica de Guinea
- 1989 La madona del mar i els pirates
- 1989 La dama de Boston
- 1989 Allah Akbar
- 1992 La veritable història del capità Aranya
- 1993 Clar lliri d'aigua
- 1993 El soldat desconegut
- 1994 La primavera romana del Cardenal Despuig
- 1996 L'espiadimonis
- 2004 El día que Himmler va anar als toros
- 2005 Abdallah Karim, el predicador

### No ficción
- 1990 Sóller, imatges d'ahir
- 1992 Sollerics arreu del món
- 1992 Els enigmes de la nostra història
- 2000 La cuina de la Revolució Francesa i les Balears

## Premios literarios
- 1985 Premio Ramon Llull de novela por El misteri del cant Z-506
- 1987 Premios literarios Ciudad de Palma por Crònica de Guinea
- 1989 Premio de Novela Ciudad de Alcira por Allah Akbar (El morisc)
- 1995 Premio Enric Valor de narrativa juvenil por L’espiadimonis
- 2005 Premios literarios Ciudad de Palma por Abdallah Karim, el predicador

| Predecesor: Ignasi Riera | Premio Ramon Llull de novela 1985 | Sucesor: Olga Xirinacs |